# Potential-Performance-Portfolio
Unter der Potential-Performance-Portfolio, auch Personal-Portfolio, Mitarbeiterportfolio oder HR-Portfolio genannt, versteht man eine 4-Felder-Matrix, die der Steuerung der Zu- und Abwanderung sowie der Entwicklung von Arbeitnehmern dient. George Odiorne legte die Anfänge der Matrix in Analogie zur Portfolio-Matrix der Boston Consulting Group. Dabei klassifizierte er Mitarbeiter in vier Kategorien: Work Horses (Arbeitstiere, solide Mitarbeiter), Dead Wood (Mitläufer oder leistungsschwache Mitarbeiter), Wild Cats (Fragezeichen, darunter verkannte Genies oder Problemfälle) sowie Stars (Spitzenkandidaten). Die Portfoliotechnik diente ursprünglich zur Beurteilung von Wertpapierdepots. Ihr Einsatz wurde nach und nach erweitert und zur Bewertung von Geschäftseinheiten in Unternehmen eingesetzt. Der Einsatz als Potential-Performance-Portfolio dient der Bewertung von Arbeitnehmern in einem Betrieb mit Blick auf deren Nutzen für die Wirtschaftlichkeit des Unternehmens. Dabei wird zunächst das Potential eines Mitarbeiters bewertet. Das Potential ist die Wahrscheinlichkeit, mit der der Mitarbeiter aktuell noch nicht hinreichend ausgeprägte Kompetenzen erwerben kann.
Es setzt sich zusammen aus seiner Qualifikation, seinen fachlichen Kompetenzen, seinen fachübergreifenden Kompetenzen und seinen Führungskompetenzen. Anschließend wird die Performance, also die Arbeitsleistung, ermittelt. Zur Ermittlung der Leistung sind in der Regel unternehmensspezifische Messinstrumente vorhanden. Beide Werte werden dann in die 4-Felder-Matrix eingetragen, wobei links die Mitarbeiter eingeordnet werden, die eine niedrige Leistung liefern. Die Mitarbeiter mit hoher Leistung finden sich rechts wieder. Die Mitarbeiter mit einem hohen Potential landen im oberen Teil, die mit niedrigem Potential im unteren Teil. Somit ergeben sich 4 Gruppen: 
1. Links oben sammeln sich die Mitarbeiter mit hohem Potential und niedriger Leistung („Talente“).
2. Rechts oben die Mitarbeiter mit hoher Leistung und hohem Potential („Leistungsträger“).
3. Links unten findet man die Mitarbeiter mit geringem Potential und niedriger Leistung („Problemfälle“).
4. Rechts unten sammeln sich die Mitarbeiter mit geringem Potential, aber hoher Leistung („Mittelfeld“).

## Auswertung
Für jede dieser Gruppen gelten nach Wolf spezifische Empfehlungen im Sinne des Retentionsmanagements, siehe auch Employer Branding. Die Potentialträger mit niedriger Leistung sollten durch vertikale Karriereschritte zu mehr Leistung animiert werden. 
Für die Potentialträger mit hoher Leistung gilt: Diese Gruppe bringt bereits die für das Unternehmen optimale Leistung, sodass weitere kostenintensive Motivationshilfen wie vertikale Beförderungsmaßnahmen eingespart werden können. Da diese Mitarbeiter sich selbst zur Arbeit motivieren können, haben sie in der Regel ein Interesse an der Vertiefung ihrer Kenntnisse. Sie können nach Wolf weitgehend kosten- und risikolos durch Verbreiterung ihres Arbeitsbereiches und Weiterbildung in ihrem Bereich und angrenzenden Arbeitsbereichen gebunden werden („horizontale Karriereschritte“).
Beim Mittelfeld sollten, um sowohl um die Leistung zu verbessern als auch um sie an das Unternehmen zu binden, mit leistungsorientierter Vergütung und Gewinnbeteiligung Anreize geschaffen werden.
Die Mitarbeiter mit schwacher Leistung und geringem Potential sollten nicht gebunden werden. Hier hofft man auf deren Abwanderung.